# Рудь, Дмитрий Филиппович
Дмитрий Филиппович Рудь (1886—1919) — луганский революционер, участник гражданской войны.
Родился в 1886 году. С 15 лет работал на паровозостроительном заводе Гартмана в Луганске учеником прокатчика. Отбыв воинскую службу, вернулся на ту же работу. Член РСДРП с 1905 года.
В 1917 году после Февральской революции принял активное участие в организации рабочей милиции (Красной гвардии), избран депутатом Луганского Совета. В конце 1917 командовал бронеотрядом во время борьбы против белоказаков Каледина. В марте 1918 года в составе 1 социалистического отряда под командованием Ворошилова вёл бои под Конотопом против украинско-немецких интервентов (вместе с братьями Николаем и Тихоном). После отступления в период «Царицынского похода» возглавлял команду бронепоезда. В феврале 1919 года сформировал в Луганске новый гарнизон для бронепоезда имени Ворошилова, построенного местными рабочими. Был тяжело ранен в боях, потерял 2 ребра. Не окончательно выздоровев, вернулся на бронепоезд, участвовал в боях против петлюровцев на линии Запорожье-Синельниково-Екатеринослав. В одном из боёв возле станции Корыстовка 9 августа 1919 попал в окружение белой кавалерии и погиб при попытке прорыва вместе со всей командой бронепоезда, ему было 33 года.

## Признание
- Бюст Рудя установлен в сквере Славы героев гражданской войны.
- В Луганске Напилочный завод и улица носят его имя.
- В Красноармейском районе Волгограда именем командира Рудя названа одна из улиц[3].